# Наливайко, Сергей Эдуардович
Сергей Эдуардович Наливайко (бел. Сяргей Эдуардавіч Налівайка; 24 октября 1973, Бобруйск, Могилёвская область, Белорусская ССР, СССР) — белорусский государственный деятель. Помощник президента Республики Беларусь — инспектор по Могилёвской области (с 2 декабря 2024).

## Биография
Родился 24 октября 1973 года в Бобруйске. В 1995 году окончил Белорусский государственный экономический университет.
С 1995 по 2003 годы работал на разных должностях в инспекции МНС по г. Бобруйску. С 2003 по 2005 годы работал заместителем главы администрации Ленинского района Бобруйска.
В 2005 году окончил Академию управления при Президенте Республики Беларусь.
С 2005 по 2010 год работал начальником инспекции Министерства по налогам и сборам по Октябрьскому району Могилёва.
8 июня 2010 года назначен первым заместителем Министра по налогам и сборам Республики Беларусь.
27 декабря 2014 года назначен Министром по налогам и сборам Республики Беларусь.
2 декабря 2024 года назначен Помощником Президента Республики Беларусь — Инспектор по Могилевской области.

## Хобби
Долгое время увлекался плаванием.